# Matheus Leitão
Matheus de Almeida Leitão Netto (Brasília, 6 de novembro de 1977) é um jornalista brasileiro com especialização em jornalismo investigativo pela Berkeley Journalism na Califórnia, Estados Unidos. Em 21 anos de carreira como jornalista, Matheus Leitão trabalhou em diversos veículos de imprensa, como revista Época, Portal IG, Correio Braziliense, Folha de S.Paulo e Portal G1. Atualmente, Matheus Leitão é colunista da revista Veja.

## Biografia
Matheus Leitão foi agraciado duas vezes com o Prêmio Esso: em 2003 com série de reportagens sobre a Guerrilha do Araguaia – trabalho realizado com três colegas no Correio Braziliense - e, em 2013, com o Folha Transparência, na Folha de S.Paulo, também em equipe. Em 2009, o repórter investigativo Matheus Leitão conquistou o Prêmio Embratel, recebendo o Troféu Barbosa Lima Sobrino pela reportagem Caso Zoghbi publicada pela revista Época .
Em 2010, como editor de política do IG, Matheus Leitão foi o primeiro jornalista a divulgar o vídeo do governador José Roberto Arruda recebendo grande quantidade de dinheiro em espécie . Com essa série de reportagens intitulada Mensalão do DEM, foi finalista do Prêmio Esso e do Prêmio Embratel em 2010. O trabalho de Matheus Leitão fez a comissão do premio “recomendar aos patrocinadores do Prêmio Esso a criação da categoria "Jornalismo On Line" com a finalidade de contemplar trabalhos originais apresentados na Internet e que tenham tido repercussão nacional”  Matheus Leitão foi reconhecido com o Prêmio Folha pela melhor reportagem do bimestre Jan/Fev de 2011 com “Itamaraty concede passaporte diplomático para filhos de Lula”.
Em 2013, ganhou a menção honrosa no Prêmio Vladimir Herzog com a série "Os arquivos ocultos da ditadura" publicado na Folha de S.Paulo, trabalho em parceria com Rubens Valente.
Pela primeira vez na história do Prêmio Esso, mãe e filho foram premiados numa mesma cerimônia . Miriam Leitão, vencedora na categoria de Informação Científica, Tecnológica e Ambiental é mãe de Matheus Leitão. Participou, como palestrante, de três congressos internacionais  realizados pela Abraji (Associação Brasileira de Jornalismo Investigativo com os temas Boas histórias – Caso Zoghbi, e Mensalão do DEM, Caminhos e descaminhos de dinheiro público e Os Arquivos Ocultos da Ditadura.
Matheus Leitão publicou, como coautor, o livro Sinais de Vida, sobre algumas histórias de pessoas que cuidam da natureza no Brasil, organizado por Marcos Sá Corrêa e publicado pela Fundação O Boticário em 2005. 
Publicou pela Intrínseca o livro Em Nome dos Pais onde faz uma pesquisa história sobre a prisão e tortura de seus pais Míriam Leitão e Marcelo Netto.  Esse livro foi transformado em documentário exibido na HBO da América Latina.

### Vida Pessoal
É filho da jornalista Míriam Leitão e de Marcelo Netto e irmão do jornalista Vladimir Netto.

## Obras
- Sinais - coautor
- 2017 - Em Nome dos Pais

## Cobertura da ditadura por Matheus Leitão
- Em depoimento, coronel confirma ter havido 'castigo físico' [15]
- Folha recebe cópia parcial de processo sobre Dilma[16]
- Arquivo Nacional recebe 412 caixas com documentos da ditadura[17]
- Advogados de militantes foram vigiados na ditadura[18]
- Ministérios vão liberar papeis da ditadura militar para consulta[7]
- Câmara devolve mandatos aos cassados pela ditadura[19]
- Supremo determina extradição de argentino acusado de tortura[20]
- Foto inédita de ex-militante mostra sequelas da tortura na ditadura[21]
- Foto do SNI mostra preso bem de saúde 11 dias antes da morte[22]
- Ministro determinou ajuda para empreiteira durante a ditadura[23]
- Comissão acusa agentes da ditadura por cinco mortes[24]
- Mortes durante a ditadura militar vão ter reconstituição[25]
- Prisão na ditadura dependia do presidente, indica informe[26]
- Irã se aproximou de ditadura brasileira para negociar armas[27]
- Arquivo libera foto que revela a bala de Carlos Lamarca[28]
- Arquivo reúne imagens de esquerdistas após prisão durante ditadura[29]
- Para EUA, Dilma planejou assaltos durante a ditadura[30]
- Na ditadura, Dilma deu aulas de política[31]
- Dilma tinha código de acesso a arsenal usado por guerrilha[32]
- Torturado antes de nascer[33]
- Edinho: procurado, vivo ou morto[34]
- Dá para perdoá-lo?[35]
- Lições do passado[36]
- Julgamento do Passado[37]
- Anistia S.A.[38]